# Säkularismus
Säkularismus (von lateinisch saeculum ‚Zeit‘, ‚Zeitalter‘; auch: ‚Jahrhundert‘, als ‚diesseitigem‘ Gegensatz zur religiös-‚jenseitig‘ verstandenen ‚Ewigkeit‘) bezeichnet eine Weltanschauung, die eine Immanenz und Weltlichkeit der Gesellschaft annimmt und keine darüber hinausgehenden, metaphysischen und religiösen Erklärungen braucht. Sie erwächst aus zwei Prozessen: zum einen aus der Säkularisierung, also dem mentalen Prozess der Entflechtung oder Trennung zwischen Religion und Staat, zum anderen aus der Säkularisation, dem konkreten Prozess der Ablösung der weltlichen Macht religiöser Institutionen. Der Begriff wurde von dem Theologen Friedrich Gogarten (1887–1967) geprägt und unter anderem eingeführt, um eine Aussöhnung der christlichen Kirchen mit der Säkularisierung zu ermöglichen. Die religiöse Seite betrachtet die dem Begriff des Säkularismus zugrunde liegenden Weltanschauungen meist als ideologisch – was Kritiker ihr wiederum als ebensolche Ideologie vorwerfen.

## Geschichte

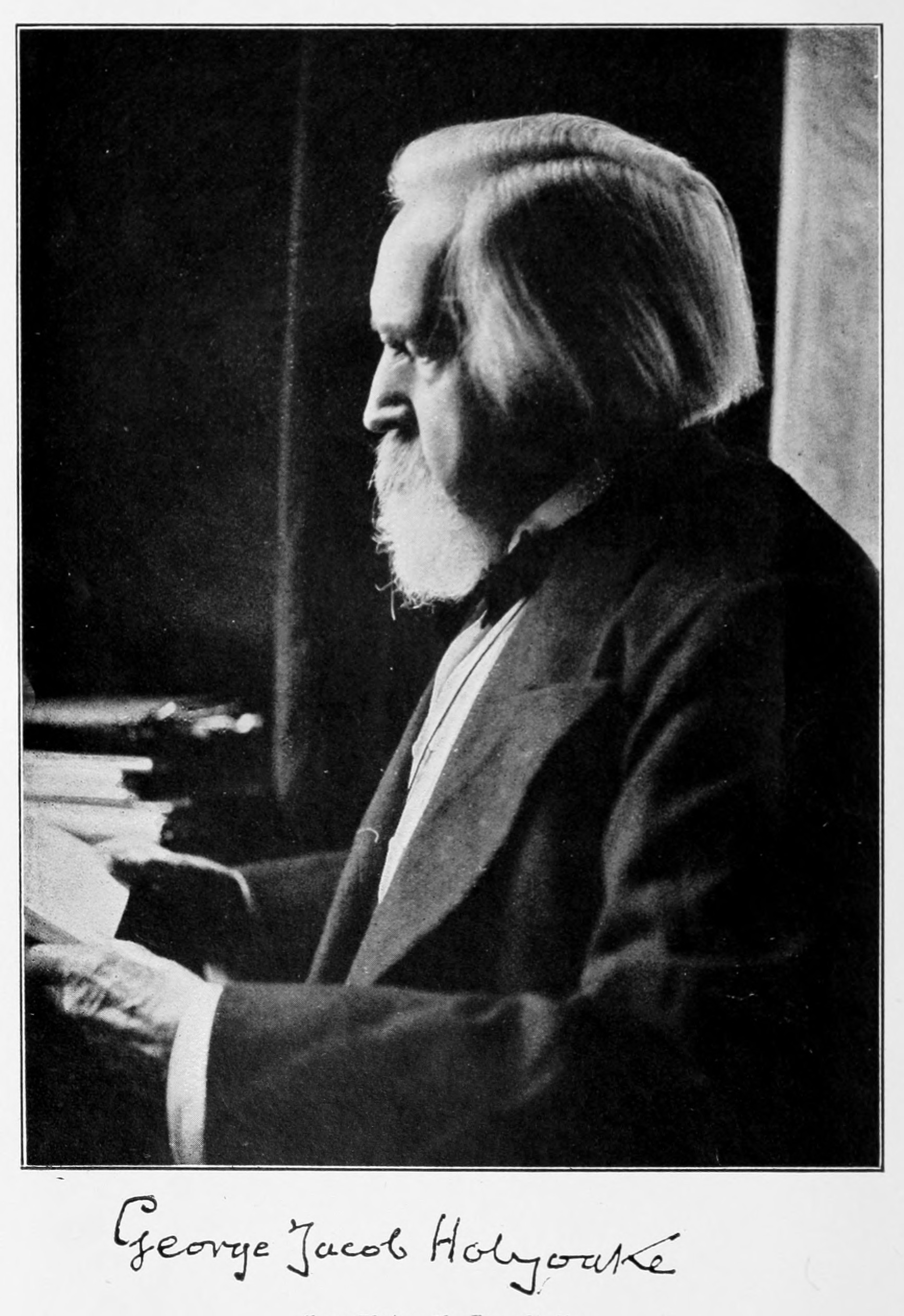
Der britische Schriftsteller George Holyoake (1817–1906) prägte den Begriff „Säkularismus“ im Jahr 1851.

Säkularismus existiert seit der Antike. In Gesellschaften wie dem antiken Griechenland wurde ein begrenzter Säkularismus praktiziert, bei dem Religion nicht in die Regierungsführung eingebunden war, obwohl sie weiterhin im öffentlichen Leben eine bedeutende Rolle spielte.
In Europa entstand der Säkularismus in der frühen Neuzeit. Durch funktionale Differenzierung verlor die Religion ihre vorherrschende Rolle als primäre Deutungsinstanz der Realität und wurde zu einer alternativen Erklärungsoption.
1636 gründete Roger Williams die Providence Plantations als Siedlung mit vollständiger Religionsfreiheit im heutigen Rhode Island. Säkularistische Ideen stießen auf heftigen Widerstand, insbesondere von religiösen Autoritäten und der katholischen Kirche, was zu einem kulturellen Konflikt führte. Während der Amerikanischen Revolution integrierten Thomas Jefferson und James Madison die Ideen von John Locke, einschließlich seines Säkularismus, in das Regierungssystem der Vereinigten Staaten. Eine tatsächlich säkulare Staatsordnung wurde jedoch erst im 20. Jahrhundert erreicht. Der französische Säkularismus während der Aufklärung basierte auf dem Gallicanismus, der die Überordnung des Staates betonte, sowie auf Antiklerikalismus und Materialismus. In der Zeit der Französischen Revolution wandte sich das Land gegen den katholischen Einfluss und ersetzte das Christentum vorübergehend durch den deistischen „Kult der Vernunft“.
Der britische Agnostiker George Holyoake war der erste, der den bereits existierenden Begriff „Säkularismus“ im modernen Sinne verwendete. Er prägte ihn 1851, da ihm der Begriff „Atheismus“ zu konfrontativ erschien. Holyoake wollte eine Position beschreiben, die das Leben auf Grundlage naturalistischer (säkularer) Prinzipien gestalten sollte, ohne Religion notwendigerweise abzulehnen. Dadurch sollte eine Zusammenarbeit mit Gläubigen möglich bleiben. Holyoakes Definition von Säkularismus unterscheidet sich von späteren Verwendungen des Begriffs. Neuere Definitionen des Säkularismus beziehen sich häufiger auf die Trennung von Kirche und Staat als auf persönliche Überzeugungen.
Im 20. Jahrhundert begann in vielen christlich geprägten Ländern ein Prozess gesellschaftlicher Säkularisierung, bei dem religiöser Glaube und Praxis zurückgingen. Soziologen sind uneins, ob dies eine periodische Schwankung oder einen langfristigen Trend hin zu Säkularismus darstellt. Das Prinzip der Laïcité, die französische Vorstellung einer strikten Trennung, wurde 1905 gesetzlich verankert. In Auseinandersetzung mit europäischen Ideen hat sich im frühen 20. Jahrhundert auch in einigen islamisch geprägten Ländern ein säkularistisches Denken entwickelt. In der Türkei legte Mustafa Kemal Atatürk nach dem Sieg im Befreiungskrieg (1919–1923) ein säkularistisches Modernisierungsprogramm auf, das anderen politischen Führern in der islamischen Welt als Vorbild diente. Einer der prominentesten säkularistischen Denker der islamischen Welt war ʿAlī ʿAbd ar-Rāziq, der 1925 sein Buch „Der Islam und die Grundlagen der Herrschaft“ (al-Islām wa-uṣūl al-ḥukm) veröffentlichte, in dem er die These vertrat, dass die Muslime ihr Herrschaftssystem frei wählen dürften, da Mohammed kein solches System festgelegt habe und auch Koran und Sunna dazu keine Vorgaben machten. Im Jahr 1923 wurde der türkische Säkularismus (laiklik) zu einer staatlichen Ideologie im Rahmen des Kemalismus, der die Modernisierung des Landes zum Ziel hatte. Die türkische säkulare Tradition vor Atatürk war begrenzt, und der Säkularismus des 20. Jahrhunderts orientierte sich zunächst am französischen Modell der Laïcité. Die Türkei bleibt nahezu das einzige Land in der islamischen Welt mit einer effektiven säkularen Regierung, obwohl der Säkularismus dort ein kontroverses Thema bleibt und die regierende Partei AKP eher antikemalistisch als antisekularistisch eingestellt ist. Indien wurde nach seiner Unabhängigkeit 1947 ein säkularer Staat; Mahatma Gandhi unterstützte einen pluralistischen Säkularismus, um Spannungen in der religiös vielfältigen Nation zu verringern. Das indische Modell des Säkularismus betonte die Gleichheit aller Bürger vor dem Gesetz, unabhängig von ihrem Glauben, sowie eine gewisse Trennung von Religion und Staat. Die Allgemeine Erklärung der Menschenrechte wurde 1948 verabschiedet und verankerte den Schutz der Religionsfreiheit im internationalen Recht.

## Säkulare Gesellschaft
In religionswissenschaftlichen Studien werden moderne Demokratien allgemein als säkular anerkannt. Dies liegt an der nahezu vollständigen Religionsfreiheit (religiöse Überzeugungen unterliegen in der Regel weder rechtlichen noch sozialen Sanktionen) und dem fehlenden Einfluss religiöser Autoritäten auf politische Entscheidungen. Gleichwohl wird behauptet, dass Umfragen des Pew Research Center zeigen, dass Amerikaner Religion in der öffentlichen Sphäre eher akzeptieren, während in Europa der Einfluss der Kirche auf das öffentliche Leben abnimmt.
Die meisten Gesellschaften werden zunehmend säkular, nicht durch das Wirken einer gezielten säkularen Bewegung, sondern als Ergebnis sozialen und wirtschaftlichen Fortschritts. Seit Max Weber beschäftigt sich die moderne Soziologie häufig mit der Frage nach Autorität in säkularisierten Gesellschaften und betrachtet die Säkularisierung als soziologischen oder historischen Prozess. Zeitgenössische ethische Debatten im Westen werden oft als „säkular“ beschrieben, da sie von religiösen Überlegungen abgekoppelt sind. Wissenschaftler des 20. Jahrhunderts, die wesentlich zum Verständnis dieser Zusammenhänge beigetragen haben, sind unter anderem Carl L. Becker, Karl Löwith, Hans Blumenberg, M. H. Abrams, Peter L. Berger, Paul Bénichou und D. L. Munby.
Es gibt keine einheitliche säkulare Kultur, da Menschen aus unterschiedlichen Gründen und mit verschiedenen Überzeugungssystemen säkulare Ansichten vertreten. Säkularismus wird typischerweise mit Progressivismus und sozialem Liberalismus assoziiert. In demokratischen Ländern identifizieren sich vor allem weiße, städtische Männer aus der Mittel- und Oberschicht mit höherer Bildung als säkular, häufiger als andere demografische Gruppen. In stärker säkularisierten Gesellschaften, wie in Westeuropa, sind die demografischen Unterschiede unter Säkularisten ausgeglichener. Die Wahrnehmung dessen, was als säkular gilt, kann sich ebenfalls ändern: Nominal spirituelle Überzeugungen können Teil des öffentlichen oder privaten Lebens werden, ohne als religiös erkannt zu werden. Da Säkularisten in den meisten Gemeinschaften eine Minderheit darstellen, ist Säkularismus häufig stigmatisiert. Befürworter religiöser Gesellschaftsformen kritisieren säkulare Gesellschaften oft mit der Begründung, dass der Säkularismus keine sinnvolle Grundlage für moralisches Verhalten seiner Mitglieder biete.